# Emili Pujol i Villarrubí
Emili Pujol i Vilarrubí (la Granadella, 7 d'abril de 1886 - Barcelona, 15 de novembre de 1980) fou un instrumentista de guitarra i viola de mà, musicòleg, pedagog i compositor català.

## Biografia
Emili Pujol i Vilarrubí nasqué el 7 d'abril de 1886 a la Granadella, situat a la comarca de les Garrigues a la província de Lleida. Molt aviat començà a manifestar els seus dons per a la música i especialment la seva predilecció per a la guitarra. El 1894 es traslladà a Barcelona juntament amb la seva família amb l'objectiu de cursar les assignatures prèvies a la seva entrada a l'Escola d'Enginyers Industrials. Als nou anys va ingressar a l'Escola Municipal de Música de Barcelona, on estudià solfeig amb Amadeo Badía i bandúrria amb Miguel Ramos, al mateix temps que cursava estudis de llengua i literatura francesa. Abans de complir els dotze anys va marxar a París juntament amb els vint-i-vuit intèrprets que formaven l'Estudiantina Universitària. Va actuar davant el president de la República Francesa, Fèlix Faure, manifestament impressionat per l'habilitat mostrada pel petit músic en el que era el seu primer concert solista a l'estranger. El 1900 va rebre les primeres classes de guitarra i harmonia de Francesc Tàrrega, del qual el seu magisteri havia de ser decisiu en la seva formació i de qui, amb el temps, hauria de ser el seu deixeble predilecte i el gran representant de la seva escola. El jove alumne no assimilava amb total aprofitament les sessions d'interpretació, en les que es tocaven versions de les obres originals, arranjaments i improvisacions del mateix Tàrrega. La mort del mestre el 1909 sorprengué Pujol en l'última etapa de la seva formació artística endinsant-lo en una gran tristesa. L'admiració cap a ell va quedar evidenciada en el seu llibre Tárrega: ensayo biográfico publicat el 1960. Pujol amplià més tard els seus estudis musicals a Madrid amb Agustín Campo i a Barcelona amb Vicente María de Gibert. El 1907 oferí el seu primer concert en el Cercle Tradicionalista de Lleida amb gran èxit. D'aquesta època data la seva amistat amb el guitarrista Miquel Llobet, a qui sempre l'uniren llaços d'afecte i mútua admiració, com s'observa en el dens epistolari que mantingueren.
El 1909 s'instal·là a Madrid, on oferí alguns recitals en centres culturals. El seu mecenes, el pintor de la cort Pau Béjar, organitzà un concert íntim al palau de la infanta Isabel al que van assistir el rei Alfons XIII i la reina Victòria. L'èxit del jove guitarrista va ser complet i Béjar, animat amb ell, el portà a Londres, presentant-lo en els cercles artístics de la capital anglesa, on tot i la certa hostilitat a la guitarra, triomfà plenament. Després del parèntesi de la Primera Guerra Mundial, Pujol embarcà amb destí a Argentina amb el propòsit de donar a conèixer el seu art amb grans èxits de públic i de crítica. El 1921 s'instal·là a París i entre 1923 i 1929 realitzà diverses gires per Bèlgica, Holanda, Gran Bretanya, Alemanya, Àustria i l'antiga Txecoslovàquia, consagrant el seu virtuosisme i aconseguint una sòlida reputació. El 1922 havia ofert la primera interpretació de l'Homenaje a Debussy de Manuel de Falla, a París.
El 1923 va contraure matrimoni amb la guitarrista sevillana Matilde Cuervas. Atent a les ensenyances rebudes de Felip Pedrell i seguint els seus consells, i els del musicòleg francès Lionel de La Laurencie del Conservatori de París, s'inicià en la investigació musicològica sobre la història de la guitarra en temps passats. Va donar a conèixer el fruit de les seves investigacions realitzades en arxius i biblioteques en diverses publicacions i en el cèlebre concert a la Sala Érard de París, el 1927, interpretant per primer cop en temps moderns obres dels violistes i guitarristes espanyols dels segles xvi i xvii. El mèrit del virtuós i del musicòleg ponentí va consistir a recuperar un patrimoni ignorat que havia estat ocult durant segles i que des d'aquell moment va quedar ja a disposició
dels especialistes de tot aquell món.
A mitjans de 1930 va emprendre la segona gira per Hispanoamèrica, aquesta vegada acompanyat de la seva dona, amb la qual oferia concerts i audicions formant duo. La seva estada a Argentina va ser
molt profitosa, ja que pogué publicar allà el seu famós mètode Escuela razonada de la guitarra (Buenos Aires, 1934), així com El dilema del sonido en la guitarra (Buenos Aires, 1934). De retorn a Europa va interpretar per primer cop a Londres, el 1934, alguns dels quartets per a guitarra i instruments de corda de Paganini. La inclusió de la guitarra en el conjunt de cambra obria un nou i prometedor futur per a l'instrument. Pujol va fer el primer recital de viola de mà al III Congrés Internacional de Musicologia celebrat a Barcelona, el 1936. Se l'havia fet construir pel famós
luthier Miguel Simplicio a partir d'una rèplica d'una autèntica viola del segle xvi conservada al Museu Jaquemar-André de París. Des d'aquell moment il·lustrava les seves conferències amb aquest instrument portant terme el concepte de pràctica interpretativa.
A partir del 1941 començà la seva important tasca pedagògica i el 1945 va ser nomenat director de la càtedra de Viola històrica i la seva literatura al Conservatori Superior de Música de Barcelona. Entre 1946 i 1969 donà cursos de guitarra clàssica al Conservatori de Lisboa aconseguint el reconeixement unànime a la seva brillant i llarga labor. El 1953 i atenent les súpliques d'Andrés Segovia, va acudir a Siena per impartir cursos de viola i de música antiga, substituint a l'eminent guitarrista a l'Accademia Musical Chigiana. En aquesta institució fundà el Concurs Internacional de Viola Matilde Cuervas en memòria de la seva primera esposa. El 1963 va contraure matrimoni novament amb la cantant portuguesa Maria Adelaide Robert. El 1964 inicià els cursos internacionals a Lleida i Cervera sobre guitarra, llaüt i viola de mà, que van adquirir una enorme popularitat.
Morí a Barcelona, però fou enterrat al Cementiri de Lleida.
Propietari d'una tècnica depurada i d'una exquisida sensibilitat, va ser considerat un clàssic en la interpretació de les obres. Sempre preocupat per aconseguir la màxima puresa en el so, utilitzava únicament el tou dels dits en la pulsació, evitant d'aquesta manera les estridències que tant enlletgeixen algunes interpretacions. El seu fraseig era proverbial en la seva eloqüència i capacitat expressiva, i va ser apreciat pels seus contemporanis com un dels intèrprets més complets i dotat de l'època. La seva tasca com a musicòleg va quedar reflectida en els seus estudis i edicions sobre la música dels violistes del Segle d'Or, en els que aplicà sempre el concepte de pràctica interpretativa amb criteris historicistes per reviure amb la màxima fidelitat la sonoritat, afinació i tècnica de la música antiga. Destaquen els seus treballs com a col·laborador a l'Institut Espanyol de Musicologia del Consell Superior d'Investigacions Científiques. Com a compositor escrigué estudis i danses per a guitarra en els que es percep la influència de Tàrrega i de Llobet. Les seves obres són essencialment guitarrístiques que demanen gran tècnica instrumental, tot i que no falten també les obres amb component didàctic i les de caràcter etnogràfic.
El seu llegat es troba tancat al públic des de fa uns anys, ja que és propietat de la Diputació de Lleida, i la sala que s'havia dedicat al mestre no és visitable actualment.

## Publicacions i escrits

### Publicacions

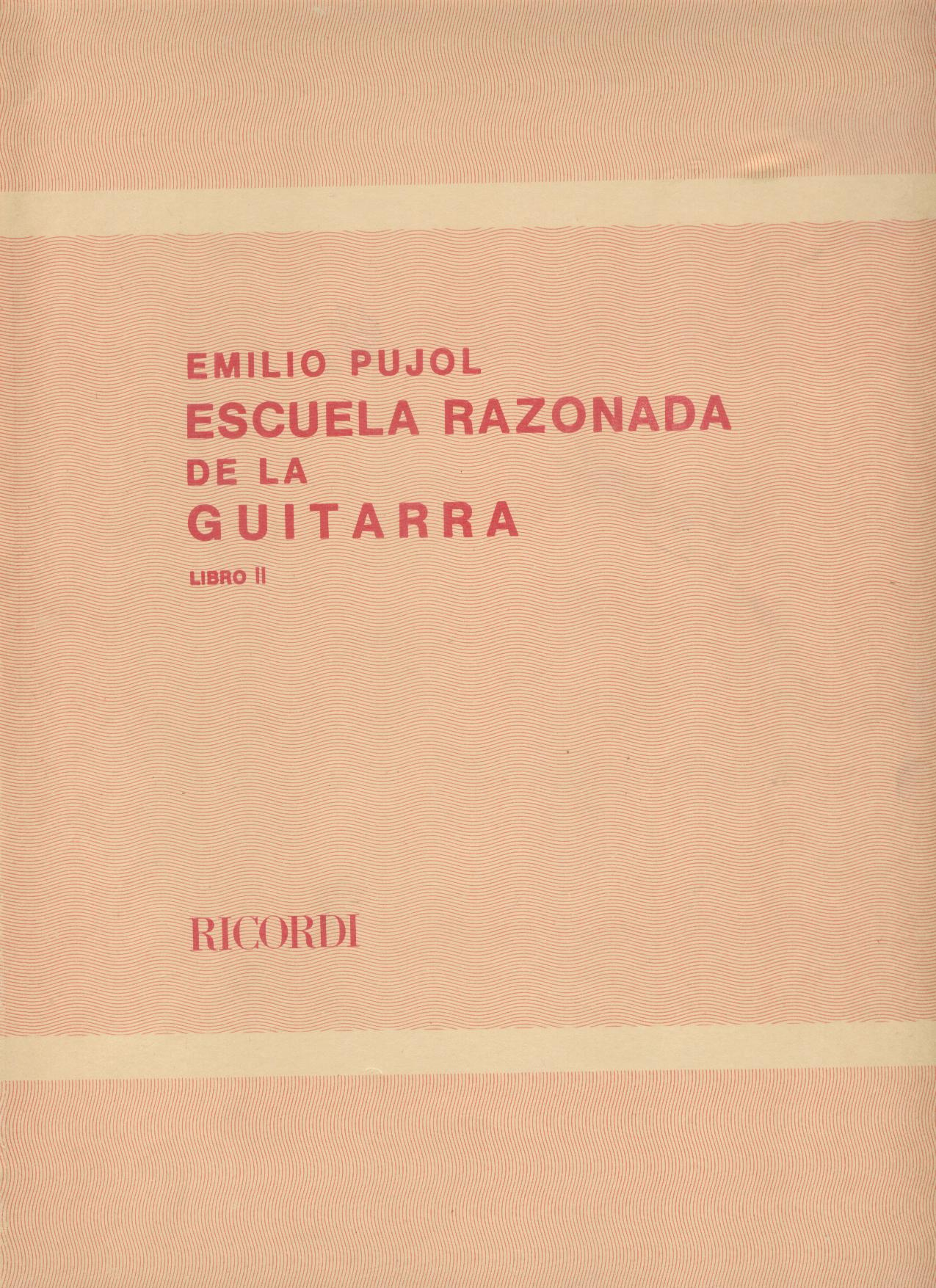
Escuela Razonada de Guitarra, Llibre II

- Escuela razonada de la guitarra 4 vol., Buenos Aires, Ricordi Americana.
- Estudios para guitarra Barcelona, 1946
- Bibliotheque de musique ancienne et moderne para guitarra París: Eschig, 1926
- Colección de obras para guitarra sola y para dos guitarras Buenos Aires, 1950
- Hispane citharae ars viva Magúncia, Schott, 1955
- Los seis libros de Delphin... de L. De Narváez Col·lecció MMEsp III, 1945
- 3 libros de música en cifra para vihuela de A. Mudarra MMEsp, VII 1949
- Silva de sirenas de E. De Valderrábano MMEsp XX, 1957

### Escrits
- La guitare, secció a Lavignac Techn. III, 1927
- Homenatge a Tàrrega Castelló, 1952
- Les Resources instrumentales et leur rôle dans la musique pour vihuela et pour guitare au XVI et au XVII siécles secció de La musique instrumentale de la Renaissance París: CNRS, 1955